# Cam târziu, domnule Godot!
Cam târziu, domnule Godot! este o piesă de teatru științifico-fantastic scrisă de Doru Moțoc în 2009.

## Prezentare
Titlul se referă la piesa lui Samuel Beckett, Așteptându-l pe Godot, în care două personaje, Vladimir și Estragon, așteptă la nesfârșit și în zadar sosirea cuiva numit Godot. În Cam târziu, domnule Godot!, personajul Godot apare în cele din urmă, dar este prea târziu pentru umanitate (povestea are loc într-o cafenea, în viitor). Majoritatea oamenilor s-au transformat în rinoceri cu chip de om care doar urlă, temă întâlnită și în piesa lui Eugen Ionescu, Rinocerii. Pe măsură ce și-au pierdut graiul au devenit tot mai răi.
Un necunoscut apare într-o cafenea și cere apă, fiind foarte însetat. Acesta întreabă dacă aici este Pământul și afirmă că vine din cer, dar a trecut și prin Proxima Centauri. Godot afirmă că el este rațiunea care dă sens speranțelor omenești.

## Personaje
- Godot
- Deranje

## Teatru radiofonic
- ianuarie 2007- regia și adaptare radiofonică Mihai Lungeanu, cu actorii Dan Puric, Radu Beligan, Ada Navrot, Dorin Andone, Orodel Olaru, Maria Varsami, Mircea Constantinescu, Costina Ciuciulica, Florin Anton.[4]